# 聶憲藩
聶 憲藩（じょう けんはん）は、清末民初の軍人。北京政府で要職についた。字は維城。父は聶士成。

## 事績
日本へ留学して東京振武学校を卒業する。帰国後は、直隷営務処提調、済南巡防営隊官、北洋督練公所参謀処総弁を歴任した。
中華民国成立後の1912年（民国元年）6月、署理山東登州鎮総兵に任じられた。翌年8月、煙台鎮守使に異動し、中将に昇進した。1919年（民国8年）12月から1921年（民国10年）8月まで、安徽省省長をつとめた。その翌年5月に、歩軍統領衙門統領に任命される。10月には憲威将軍の位を授与された。1924年（民国13年）10月、歩軍統領衙門は廃止され、聶憲藩は京畿警備副司令に異動した。
1933年（民国22年）、死去。享年54。